# Asgard (mythologie)
Pour les articles homonymes, voir Asgard.

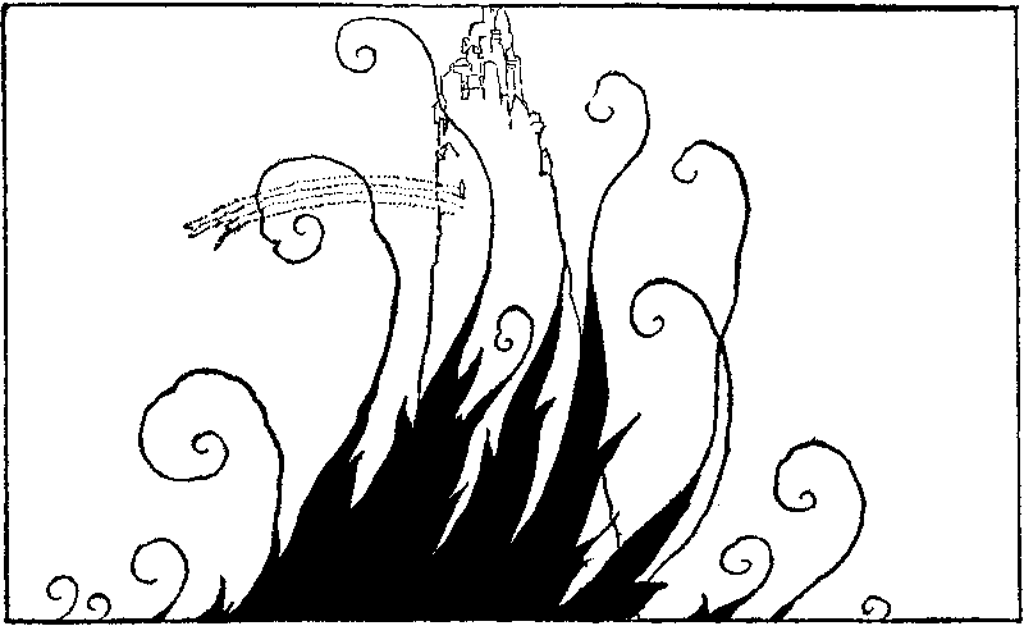
Flammes montant vers Asgard et le Bifröst brisé durant le Ragnarök.

Dans la mythologie nordique, Asgard (Ásgarðr : « enceinte des Ases »), est le domaine des Ases, situé au centre du monde.

## La fondation d'Asgard

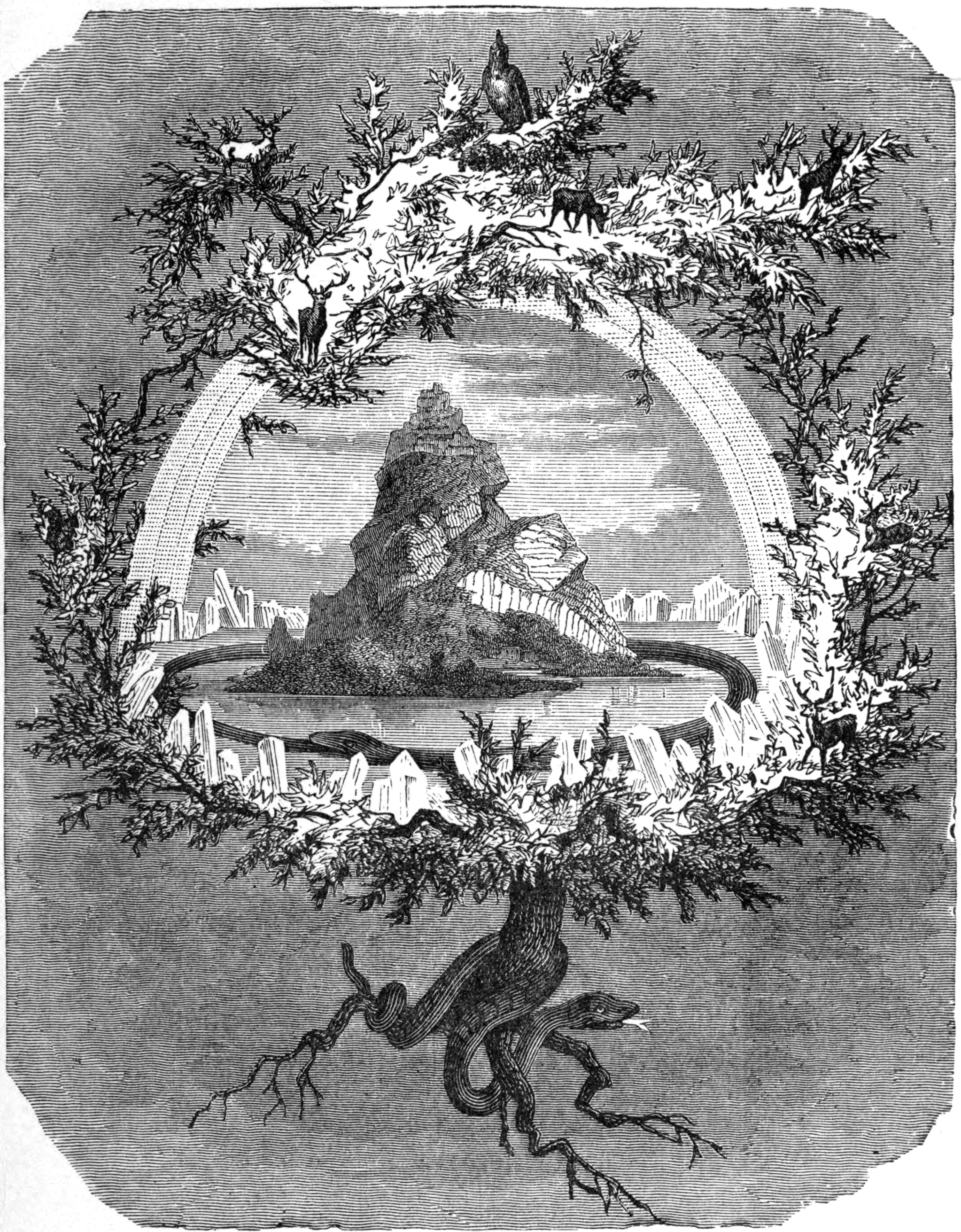
Le frêne Yggdrasil (1886), Friedrich-Wilhelm Heine.

Les fils de Borr, Odin, Vili et Vé, construisirent Asgard après avoir créé les êtres humains. Ses fortifications, cependant, furent élevées par un artisan (Smiðr) géant.

### Idavoll
Idavoll (Iðavöllr : probablement « plaine renaissante ») est la plaine sur laquelle Odin s'établit et désigna douze autres Ases pour régner avec lui.
Les dieux y érigèrent des temples, y installèrent des forges, frappèrent le minerai et fabriquèrent des outils.
Il est dit qu'après le Ragnarök, les Ases retourneront à Idavoll, là où autrefois s'élevait Asgard :

« C'est là aussi que viendront les fils de Thor, Modi et Magni, lesquels seront en possession de Mjöllnir. C'est là encore que se rendront Baldr et Hodr, en provenance de Helheim. Tous ensemble, ils prendront place et converseront : ils évoqueront leurs antiques secrets et s'entretiendront de tous les événements qui autrefois se déroulèrent, du serpent de Midgard et du loup Fenrir. Ils trouveront dans l'herbe les tablettes d'or qui avaient appartenu aux Ases. »

### Les temples
Douze temples furent construits sur la plaine pour les douze Ases majeurs, qui pourraient correspondre également aux douze signes du zodiaque, Thrudheim étant le zénith. En effet, les Scandinaves divisaient leur année en douze mois placés chacun sous le patronage d'un dieu.
Cette analyse connaît tout de même des critiques, dans la mesure notamment où le Grimnismál - dans lequel se trouve l'essentiel des connaissances sur ces temples - les numérote explicitement sans pour autant être univoque sur la place de Thrudheim. Par ailleurs, si Valaskjálf doit être entendu comme étant le Valhalla, la classification de Finn Magnussen lui fait correspondre un peu opportunément non Odin mais son fils Vali.
| Halle Céleste | Divinité tutélaire | Signe zodiacal | Période      |
| ------------- | ------------------ | -------------- | ------------ |
| Ýdalir        | Ullr               | Sagittaire     | 23 novembre  |
| Álfheimr      | Freyr              | Capricorne     | 23 décembre  |
| Valaskjálf    | Vali               | Verseau        | 22 janvier   |
| Sökkvabekkr   | Sága               | Poisson        | 21 février   |
| Gladsheim     | Odin               | Bélier         | 23 mars      |
| Thrymheimr    | Skadi              | Taureau        | 22 avril     |
| Breidablik    | Balder             | Gémeaux        | 22 mai       |
| Himinbjörg    | Heimdall           | Cancer         | 21 juin      |
| Fólkvangr     | Freyja             | Lion           | 25 juillet   |
| Glitnir       | Forseti            | Vierge         | 24 août      |
| Nóatún        | Njörd              | Balance        | 23 septembre |
| Landvidi      | Vidar              | Scorpion       | 23 octobre   |

1. Ýdalir (vieux norrois pour vallée des ifs [9]) est le palais du dieu ase Ull. Le fait que le bois d'if ait été employé dans le Nord pour faire des arcs a conduit à percevoir Ull comme un dieu archer[10].
2. Álfheim (« monde des Elfes »[11]) est la demeure de Freyr. Elle lui a été donnée par les dieux en cadeau lorsque, enfant, il perdit sa première dent, selon une coutume encore vive en Islande (tann-fé)[12]. Cette version contredit toutefois le mythe de la guerre entre Ases et Vanes, à la fin de laquelle Freyr joue un rôle, vraisemblablement en tant qu'adulte[13]. La Gylfaginning fait en revanche de Álfheim une demeure se trouvant dans les cieux et abritant les Elfes lumineux[14].
3. Valaskjálf (« tour des tués », ou encore « Tour de Váli »[11]) appartient à Odin, c'est une tour recouverte d'un toit d'argent massif. Il s'y trouve un trône, Hlidskjálf (« tour au-dessus d'une porte »[15]), et quand le père des dieux y est assis, il peut voir tous les mondes[14]. Toutefois, Hlidskjálf sert également à désigner la tour elle-même, elle surmonterait alors l'une des entrées du Valhall auquel peut être assimilé le Valaskjalf[15]. En effet, lorsque Freyr aperçoit Gerd, c'est en s'étant rendu à Hlidskjálf, depuis laquelle il a pu « observer tous les mondes »[16], il en est de même lorsque les Ases pourchassent Loki caché dans une cascade, Odin l'aperçoit du haut de Hlidskjálf[17].
4. Sökkvabekkr (« vaisseau qui sombre »[18], ou encore « banc du destructeur »[19]) est la vaste résidence de Sága[20]. Son nom peut aussi désigner poétiquement la lune, par référence à l'enlèvement de Bil et Hjúki[18]. Elle se dresse parmi le flot des vagues froides, Odin et Sága s'y rendent chaque jour pour y boire joyeusement dans des coupes d'or[21].
5. Gladsheim (Glaðsheimr : « monde éclatant »[3]) est le premier temple qui fut construit sur Idavoll. « C'est le bâtiment le mieux construit qui soit sur terre et aussi le plus grand, tant à l'extérieur qu'à l'intérieur, tout y est comme de l'or pur ». S'y trouvent les sièges des douze Ases, en plus du trône d'Odin[22].
6. Thrymheim (« séjour du bruit », ou « séjour de la force » dans le Codex Upsaliensis[23]) est une halle située dans les montagnes, Skadi y vit, comme son père Thiazi avant elle[24]. Son emplacement est difficile à déterminer, dans la mesure où il est dit, lors de l'enlèvement d'Idunn par le géant Thiazi, que Loki avait attiré la déesse hors d'Asgard. Pris de peur, il finit même par promettre de retourner la chercher aux Jötunheimar[25].
7. Breiðablik (« large éclat »[11]) est la résidence de Balder, et « il n'en existe pas de plus belle qu'elle »[14]. Elle se trouve dans un endroit où « il ne peut y avoir rien d'impur »[26].
8. Himinbjorg (« montagnes du ciel »[27]), est situé à l'extrémité du ciel, près de Bifröst, et de là, Heimdall peut siéger, afin de garder le pont contre les géants des montagnes[28]. Il est ajouté que « là, dans l'amène demeure, le veilleur des dieux boit joyeusement le bon hydromel »[29].
9. Fólkvangr (« plaine des troupes »[30]) est la demeure de Freyja, elle y a une halle appelée Sessrumnir[31].
10. Glitnir (« le brillant »[11]), « dont les murs, les piliers et les colonnes sont d'or rouge, mais dont le toit est d'argent »[14], est la halle de Forseti. Mais c'est également le tribunal des dieux et des hommes, et il apaise toujours les querelles[32].
11. Noátún (« enclos aux bateaux »[23]) est l'endroit où vit Niord, près de la mer. Lui et sa femme eurent une dispute afin de savoir où ils vivraient, à la montagne ou près des flots, ils décidèrent finalement de vivre séparément.
12. Landvidi (« vaste domaine »[33]) est la terre de Vidar, couverte d'arbres et d'herbes hautes[14].

## La fortification d'Asgard

### Le mythe
D'après la Gylfaginning (42), Asgard est entouré d'une muraille infranchissable, construite par un Géant après la guerre contre les Vanes, au cours de laquelle la précédente forteresse avait été détruite. Ce mythe est aussi celui de la naissance de Sleipnir.
Au début, à l'arrivée des dieux, lorsque ceux-ci eurent établi Midgard et construit le Valhalla, ils reçurent la visite d'un bâtisseur inconnu qui leur proposa de construire une forteresse divine imprenable qui les mettrait à l'abri de toutes les invasions en trois saisons (). En échange de ce service, l'étranger demandait le Soleil, la Lune et Freya. Après quelques débats, les dieux lui donnèrent leur accord s'il s'exécutait en un semestre seulement — celui de l’hiver — et sans l'aide de personne. Le bâtisseur n'eut qu'une requête : il demanda l'autorisation d'utiliser son cheval Svaðilfari, et cela lui fut accordé, grâce à l'influence de Loki. À la grande surprise des dieux, l'étalon Svaðilfari effectuait un travail colossal, et transportait d'énormes rochers durant la nuit. Avec l'aide de son cheval, le bâtisseur avançait très rapidement, si bien que trois jours avant la date imposée, il ne lui restait plus qu'à construire la porte. Les dieux, mécontents, conclurent que Loki était la cause de sa réussite et l'obligèrent à trouver un moyen d'arrêter l'homme. Ils promirent à ce dernier les plus horribles tourments s'il ne parvenait pas à trouver un moyen d'empêcher le bâtisseur de terminer son ouvrage dans les temps et ainsi d'emporter le paiement, et s'apprêtaient à le châtier quand Loki, effrayé, leur promit de trouver un stratagème. Cette nuit-là, le bâtisseur partait chercher les dernières pierres avec son étalon Svaðilfari quand, au détour d'un bois, il rencontra une jument. La jument hennit en direction de Svaðilfari et celui-ci, « réalisant quel genre de cheval il était », devint frénétique, se mit à hennir, déchira ses harnais et se dirigea vers la jument. Celle-ci courut dans tout le bois, Svaðilfari derrière elle, le bâtisseur tentant de les rattraper. Les deux chevaux coururent ainsi toute la nuit et les travaux de construction ne purent avancer d'un pouce pendant les trois nuits qui restaient. L'homme, furieux, se transforma en géant car c'était sa vraie nature, et lorsque les dieux s'en rendirent compte, ils firent fi de leurs serments antérieurs et appelèrent Thor. Celui-ci se débarrassa du géant rapidement en lui fracassant la tête avec son marteau Mjöllnir.

### Troie et Asgard
Par les mythologues, mais aussi dans le Prologue de l'Edda de Snorri, Asgard est rapprochée de Troie.

#### Prologue de l'Edda
Le Prologue de l'Edda de Snorri — dont la paternité est toutefois débattue — débute par une explication évhémériste de l'origine des divinités nordiques : l'un des rois qui régnaient à Troie se nommait Múnón ou Mennón. Il avait épousé une fille du roi Priam et eut d'elle un fils nommé Trór, « que nous appelons Thor ». Il fut élevé en Thrace par Lóríkus. Il était beau et fort et, quand il eut douze ans, il tua son père adoptif et s'empara de son royaume.
Dix-huit générations plus tard naquit Vóden, « que nous appelons Odin », homme d'une grande sagesse et possédant de nombreux dons. Son épouse se nommait Frígídá, « que nous appelons Frigg ». Odin, qui avait le don de voyance, apprit qu'il devait se rendre dans le nord. Aussi quitta-t-il l'Anatolie avec une suite nombreuse. Supérieurs en beauté et en sagesse aux autres hommes, les Ases (ainsi nommés car ils venaient d'Asie) furent bientôt considérés comme des dieux car, en chaque endroit où ils séjournaient, la paix et la prospérité les accompagnaient.
Le Prologue de l'Edda de Snorri fait donc de Troie l'ancêtre d'Asgard. Or la Gylfaginning en fait précisément mention, à plusieurs reprises. Ainsi, quand le Très-Haut s'exprime au sujet d'Odin :

« Alfadr est le nom qu'il porte dans notre langue, mais, dans l'ancien Asgard, il possédait douze noms […]. »

Ou plus clairement encore :

« Ensuite, les fils de Bor construisirent pour eux-mêmes, au milieu du monde, un fort qui est appelé Asgard, mais auquel les hommes donnent le nom de Troie. »

« C'est d'eux que provient la lignée formant ce que nous appelons les « races des Ases » : elles résidèrent dans l'ancien Asgard ainsi que dans tous les royaumes qui en dépendaient. »

De nombreux historiens, parmi lesquels Saxo Grammaticus, ont donné aux Normands des origines troyennes et le Prologue de l'Edda de Snorri atteste que cette croyance est déjà ancienne. Cette tradition, rencontrée également chez d'autres peuples européens, aurait été empruntée aux Francs par les Normands.

#### Mythologie comparée

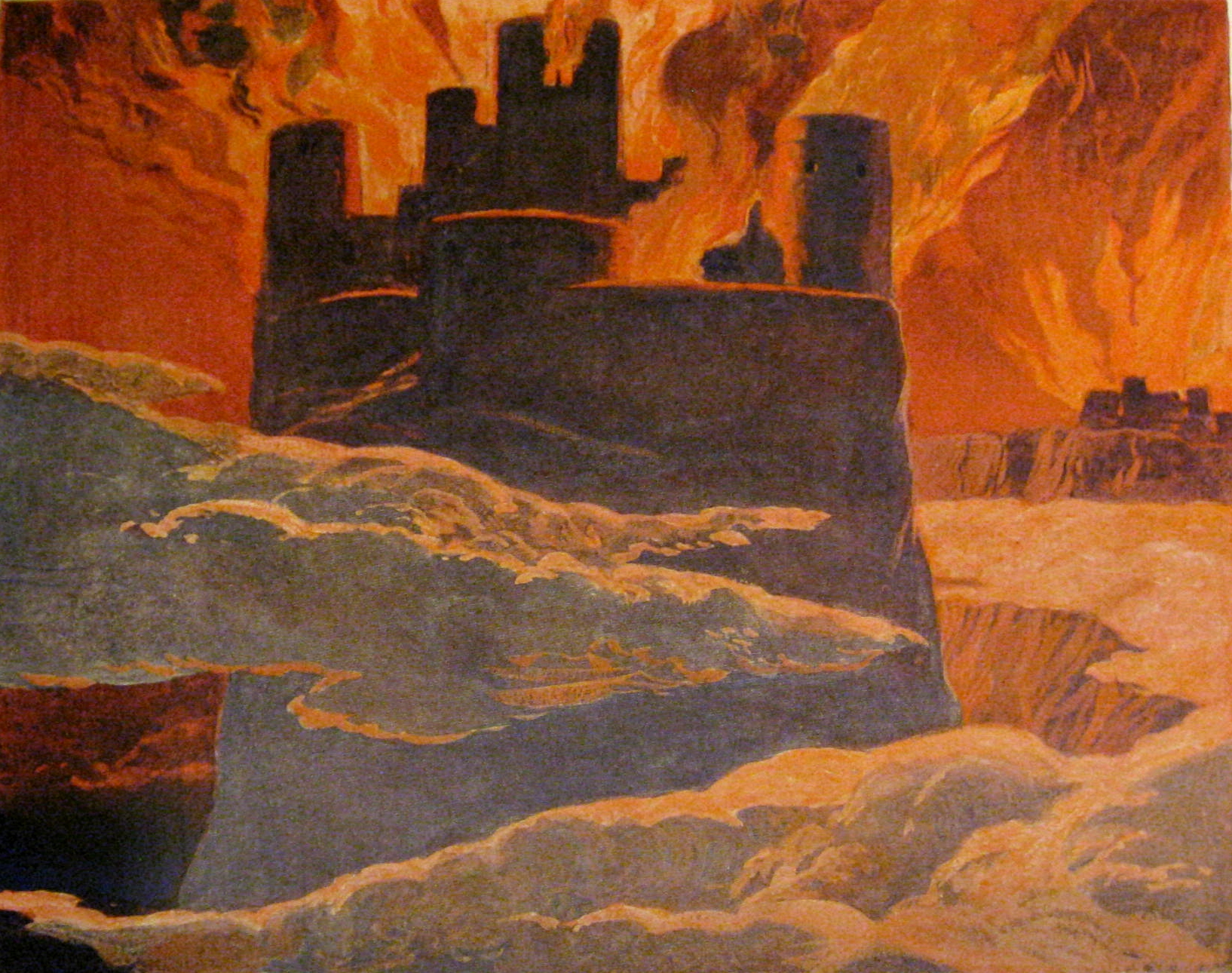
Asgard lors de sa destruction (1905) Emil Doepler.

Joseph Fontenrose met en avant l'existence d'un motif, celui du Maître ouvrier proposant la construction d'un ouvrage impossible en échange d'un prix immense, puis étant dupé par le donneur d'ordres. Ce motif apparaît dans le mythe de la fortification d'Asgard et de Troie, mais aussi dans de très nombreux autres légendes dans toute l'Europe, et même jusque dans l'Assam, en Inde.
Toutefois, cette similarité ne permet pas d'affirmer que les deux mythes ont une origine commune, ou encore que l'un a inspiré l'autre. Mais ces deux-ci étant bien antérieurs à toute autre attestation du motif, par exemple dans les contes, peut être le mythe indo-européen originel, le cas échéant, parlait-il de la construction d'une enceinte fortifiée.
Par ailleurs, Heinz Klingenberg a tracé un parallèle entre Trór/Thor et le héros troyen Énée, plusieurs traits du personnage de Trór et de nombreux épisodes de sa vie apparaissant démarqués de l’Énéide de Virgile notamment.

## Culture populaire

### À l'écran
- Le film d'animation La Guerre des dieux, basé sur la série télévisée d'animation Les chevaliers du zodiaque, se déroule au royaume d'Asgard.
- Thor, film du Marvel Cinematic Universe, ainsi que ses suites, se déroulent notamment dans la cité d'Asgard.
- Dans l'univers de Stargate, surtout dans les séries Stargate SG-1 et Stargate Atlantis, les Asgards sont une race extraterrestre très avancée scientifiquement et qui, contrairement aux tyranniques Goa'ulds et à la faction dissidente des Vanirs, protègent et aident les humains.

### Jeux vidéo
- Assassin's Creed Valhalla se déroule pendant l'ère viking et reprend des éléments de la mythologie nordique[45]. Il est possible de se rendre à Asgard pendant une série de quêtes[46].
- God of war le royaume est indiqué dans l'arbre Yggdrasil mais l'accès est bloqué tout comme Vanaheim et Svartalfheim.
- God of War : Ragnarok. Le royaume d'Asgard devient désormais accessible et une partie de l'histoire s'y déroule.